# Coprosma talbrockiei
Coprosma talbrockiei är en måreväxtart som beskrevs av Lucy Beatrice Moore och R.Mason. Coprosma talbrockiei ingår i släktet Coprosma och familjen måreväxter. Inga underarter finns listade i Catalogue of Life.